# 天使与魔鬼
《天使與魔鬼》（英語：Angels and Demons）是美國作家丹·布朗出版於2000年的暢銷懸疑小說。此書為丹·布朗家喻戶曉的另一部作品《达·芬奇密码》的前傳，其主要角色罗伯特·兰登教授，也是在此書中首度登場，也在丹·布朗後來的小說《達文西密碼》（2003年）、《失落的符號》（2009年）和《地獄》（2013年）中成為主角。這部小說的故事內容，牽扯到一個古老組織光明會與羅馬天主教會之間的衝突。這也是首次使用雙向圖題材的小說。
這部小說是丹·布朗的第二部作品，內容探討宗教和科學之間爭議的道德問題。當故事情節隨著一個企圖趁選舉新任教宗時炸毀梵蒂岡的陰謀展開，小說內容也詳細地提到梵蒂岡的內部運作。這部小說和丹·布朗的其它作品有很多相似之處，所有情節都發生在24小時之內，由一件謀殺案開始，然後以快速的劇情節奏穿梭在許多歐洲的場景裡頭。書裡提及的藝術品大部分出自聞名的雕塑家濟安·貝尼尼之手。其改編電影於2009年5月15日上映。
這部小說和丹·布朗的其它作品一樣，也混合了事實和虛構，有些讀者認為很有娛樂效果，有些則認為書裡所提到的內容不夠正確，容易造成誤導，甚至有鼓吹陰謀論的嫌疑。

## 小說劇情
歐洲核子研究中心的物理學家遭人神秘殺害，屍體胸前被烙印秘密結社光明會的雙向圖符號，被害人的研究成果反物質亦遭盜走，院長委託哈佛大學符號學家羅柏·蘭登教授協助調查，意外發現被盜走的反物質疑似就放置普世天主教會中樞梵蒂岡城的某處。如果不能在24小時之內尋獲反物質並且帶回歐洲核子研究中心，反物質所造成的爆炸將會夷平整個梵蒂岡。
此時梵蒂岡正在舉行新任教宗選舉儀式「閉門會議」，世界媒體雲集羅馬，4位最有可能擔任教宗的候選人竟然下落不明；不久之後，4位候選人依序被烙上雙向圖，屍體出現在鎂光燈下。羅柏·蘭登憑藉對宗教史、符號的瞭解，抽絲剝繭，要在24小時之內循線找到光明會的大本營，找回威力驚人的反物質。

## 小說背後的真實與虛構
小说中出现的内容要素：
- 光明會，秘密結社，小說中的重要角色

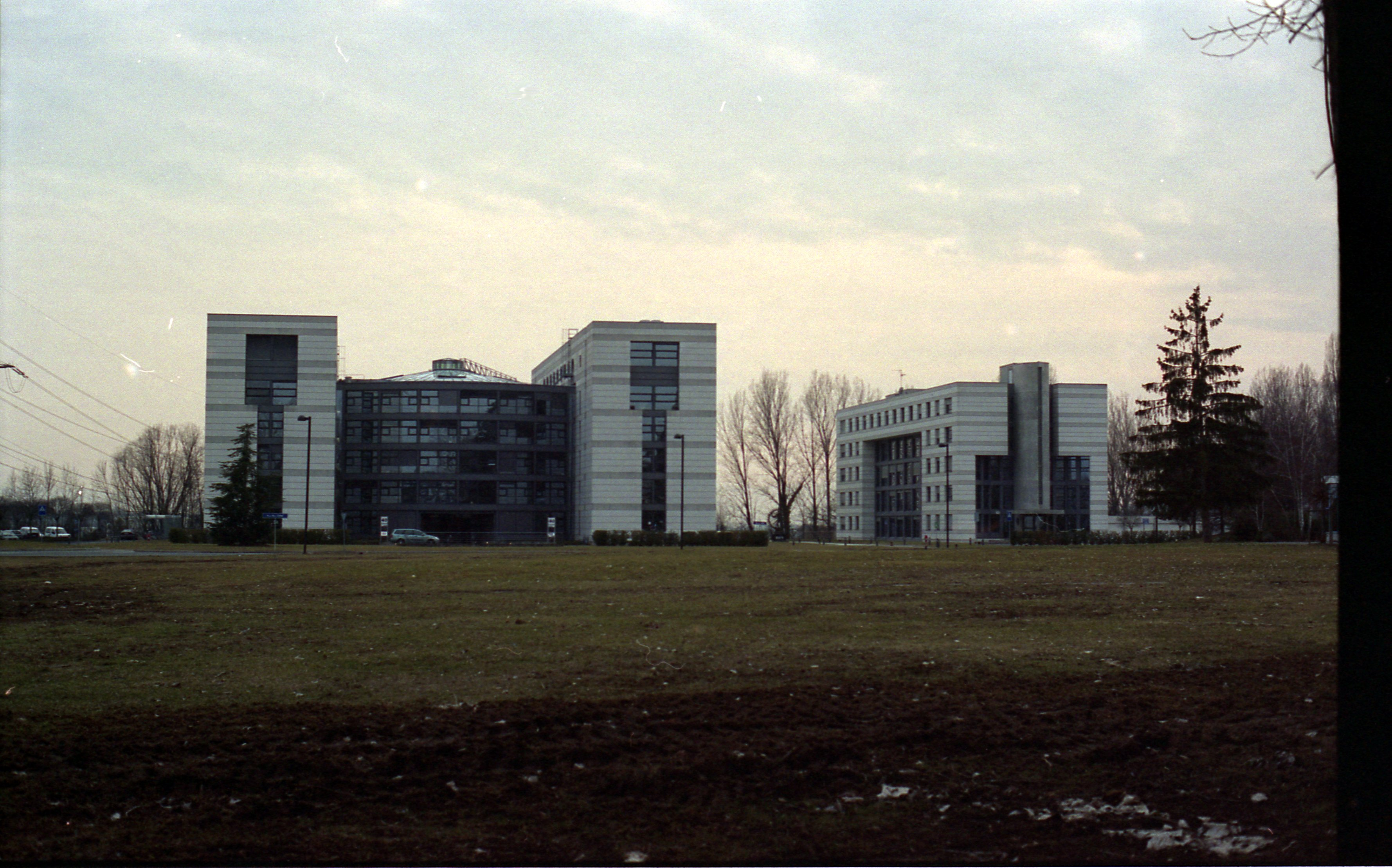
歐洲核子研究中心的大樓

- X-33試驗機，小說開頭登場的飛機，小說裡疑似誤植為波音公司所有
- 歐洲核子研究中心，歐洲的研究組織
- 共濟會，小說中合併掉光明會的古老兄弟會結社
- 亨利·華萊士，美國副總統，小說中推測將光明會符號設計到一美元紙幣上的人

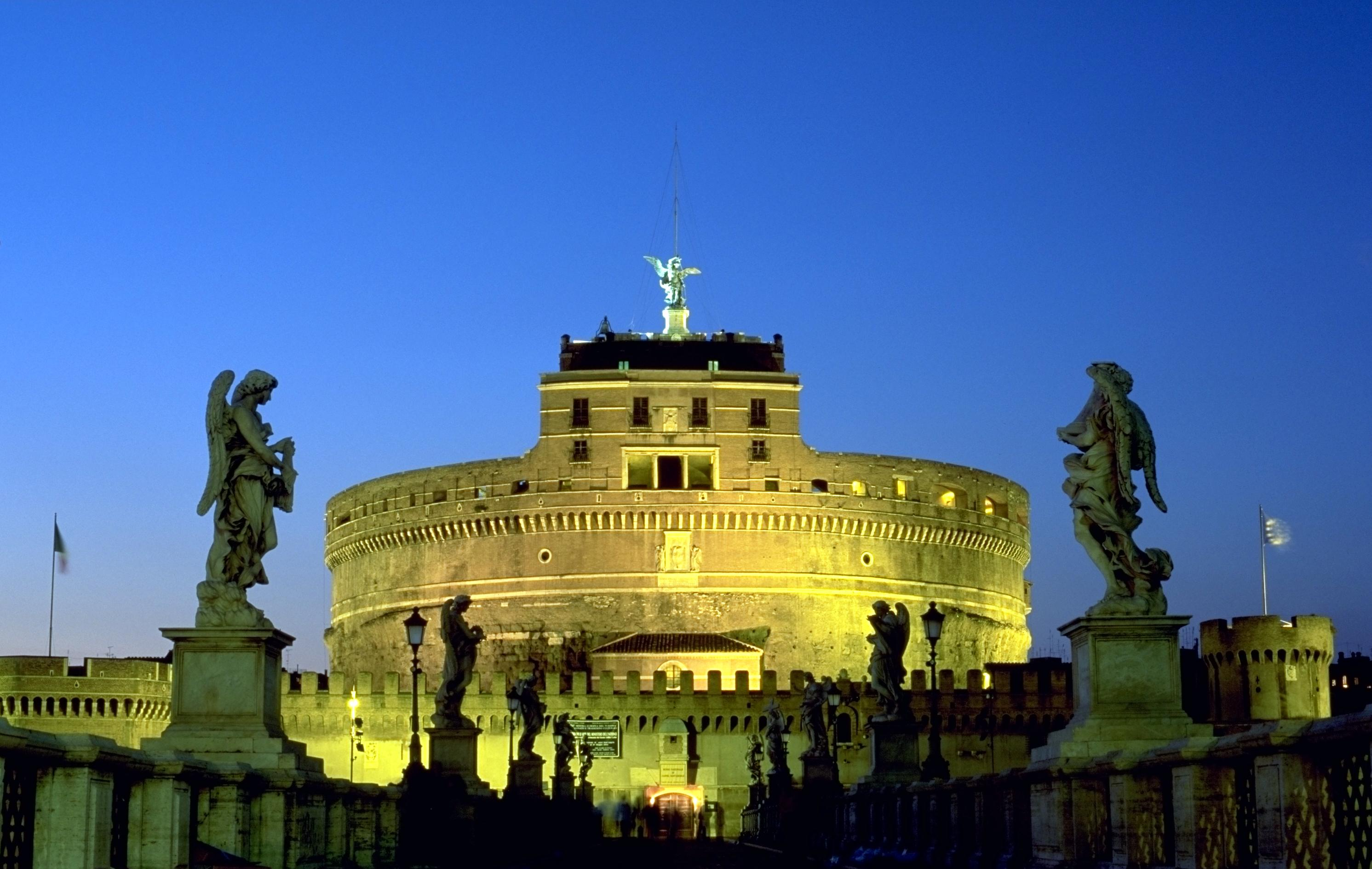
「光明教堂」羅馬聖天使堡

這部小說裡虛構了四座「科學祭壇」，分置在羅馬四個角落，各自對應四大元素中的：土、氣、火、水，構成一條通往「光明教堂」的「光明路徑」。據小說指稱，為躲避梵蒂岡追查，保護光明會祕密，「科學祭壇」以宗教藝術品掩飾，這些藝術品都是濟安·貝尼尼的作品。小說雖然沒有明確寫出「光明教堂」位在何方，不過明顯直指知名的聖天使城堡。
這部小說所列的藝術品分別為：
- 土：人民聖母教堂，基吉小堂的《哈巴谷與天使》（Habakkuk and the Angel）
- 氣：聖伯多祿廣場的《西風》（West Ponente）
- 火：胜利之后圣母堂的《聖女大德蘭的狂喜》
- 水：納沃納廣場的四河噴泉

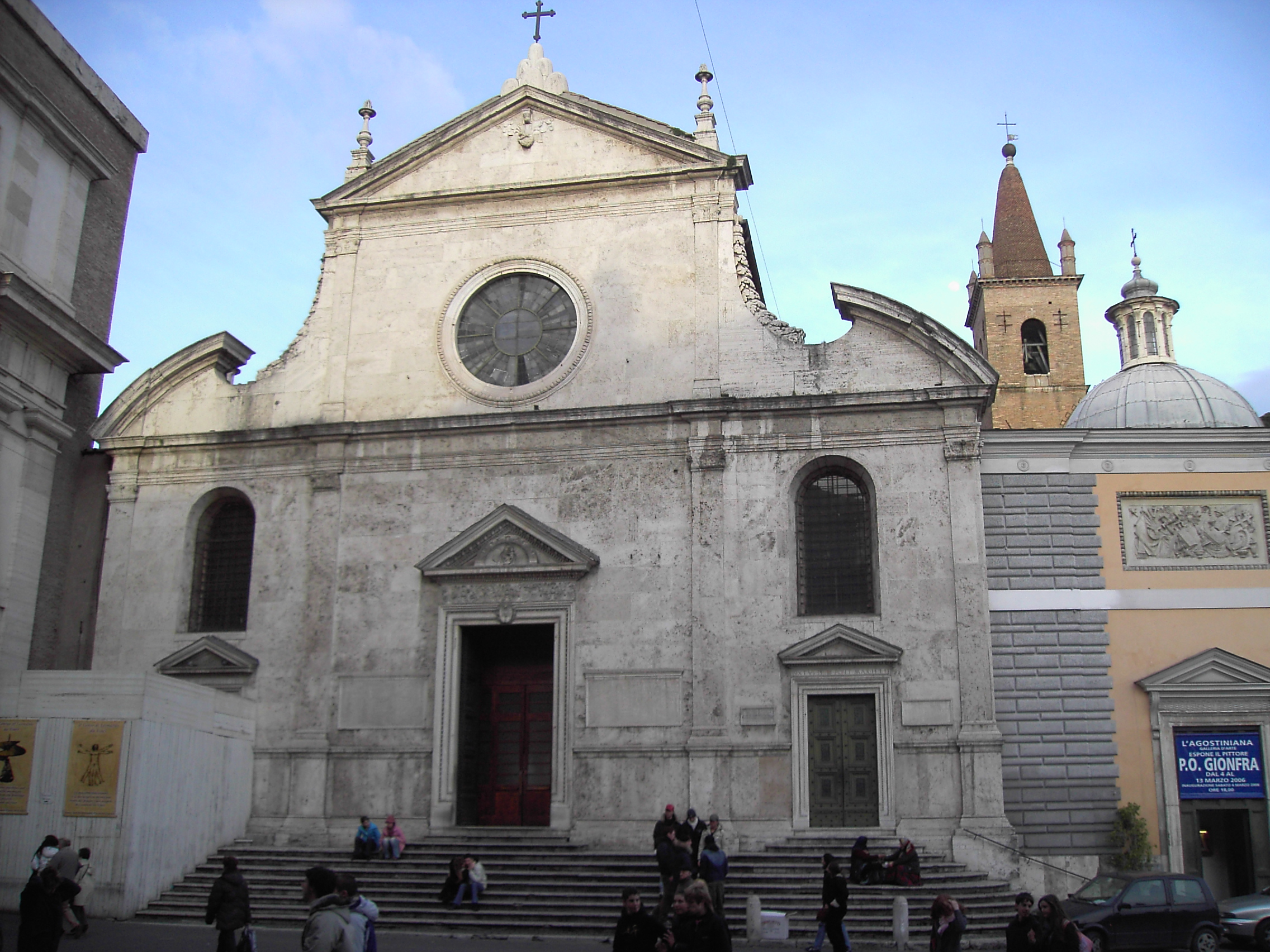
人民聖母教堂
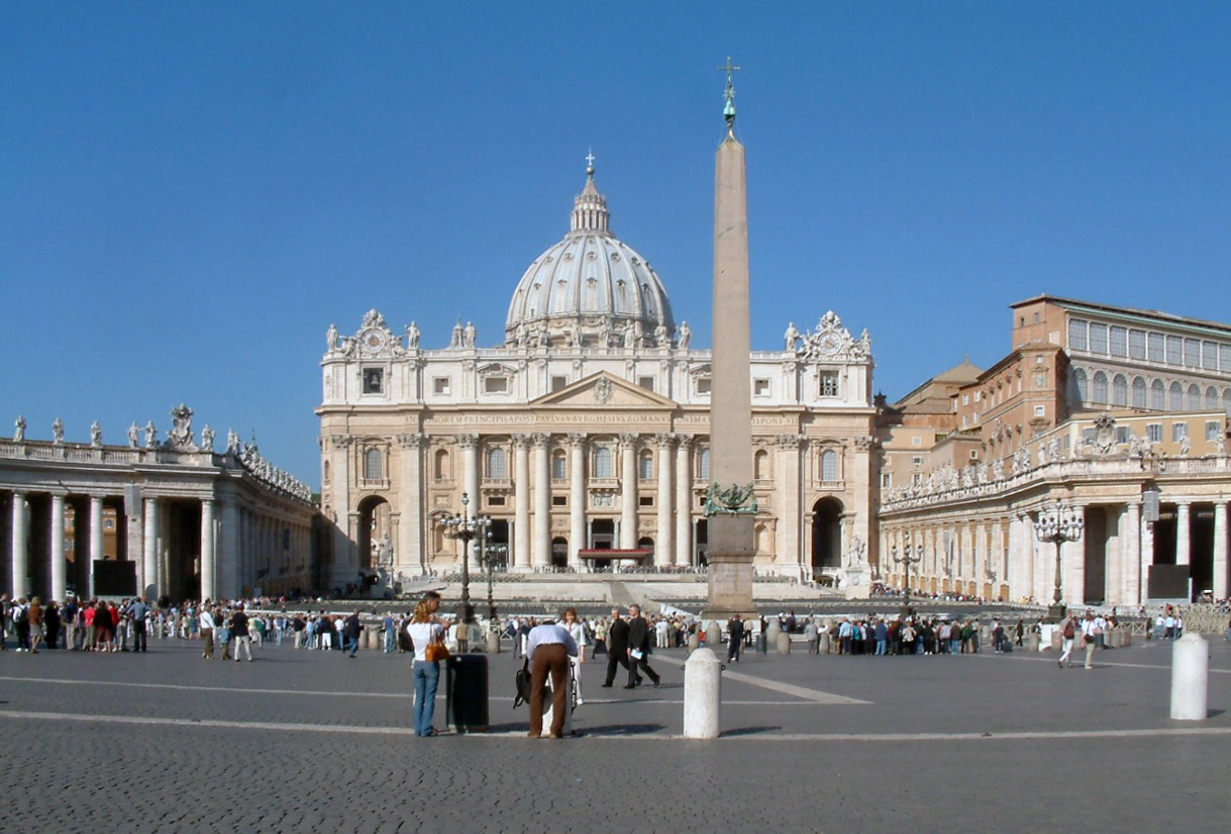
聖彼得廣場
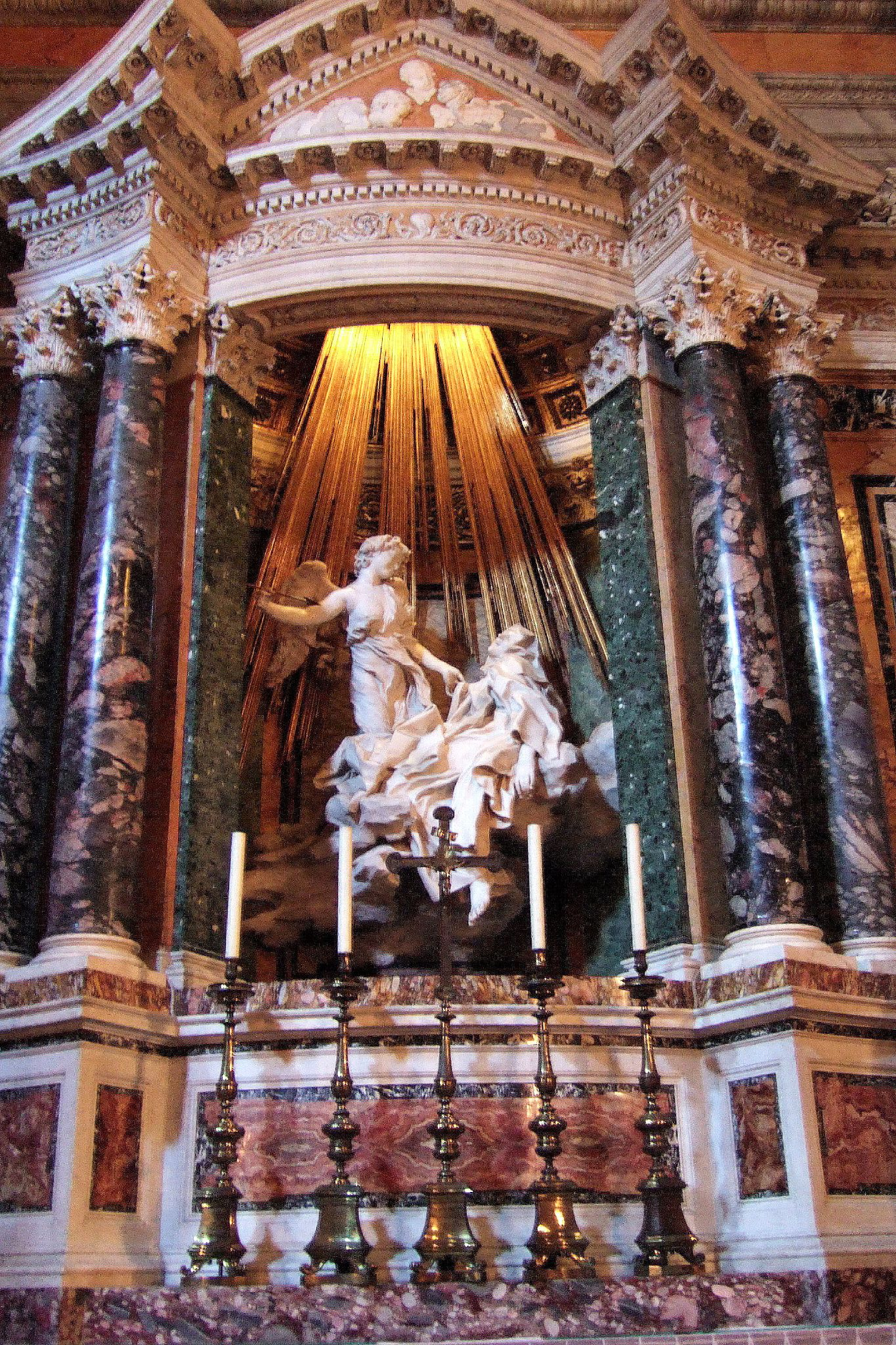
《聖女大德蘭的狂喜》
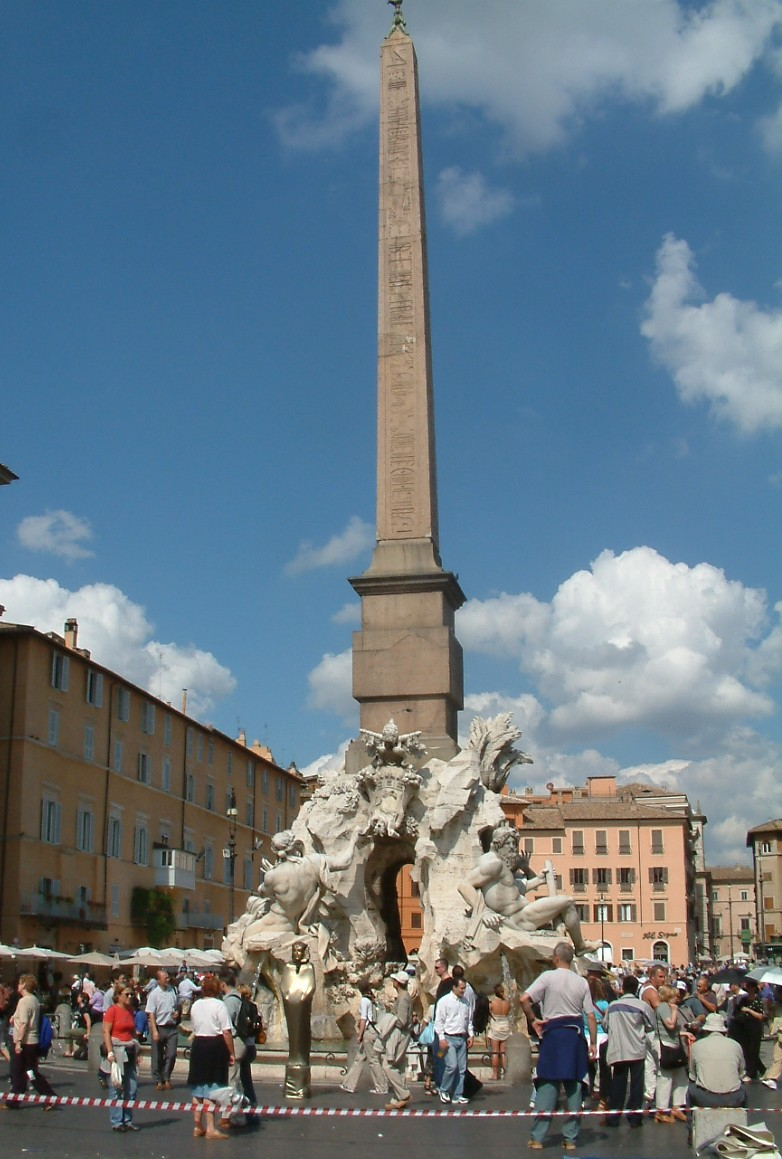
《四河噴泉》

## 出版情况與影響
此書最開始在2000年出版時並沒有獲得特別的讚譽，第一刷也只印了不到一萬本。但是在2003年因為受到極受歡迎的也是以罗伯特·兰登為主角的續篇小說《達文西密碼》（丹·布朗的第四本小說著作）的影響，此書跟著受到矚目而出版社也重新發行此書。因為《達文西密碼》的關係，《天使與魔鬼》的銷售情況比其他兩本書《騙局》和《数字城堡》還要好，同時也登上紐約時報最賣座榮譽榜（在2004年這四本小說曾經在某一週同時出現在榜上）。至2005年底止，《天使與魔鬼》已經發行了多種語言版本，累計總共印行了超過八百萬本。
由于此書很受歡迎，書裡提到的一些在羅馬的地點的觀光客數量也随之增加。

## 改編電影
《天使與魔鬼》電影版的羅柏·蘭登的角色繼達文西密碼後再度登場，於2009年5月15日公映。演員為湯姆漢克斯、伊旺·麥奎格與艾葉蕾特·祖兒。湯漢斯這次將再度重飾羅柏·蘭登，導演為朗·霍華。
於2009年2月12日，《天使與魔鬼》電影版的主要演員與導演前往故事中主要的研究設施：歐洲粒子研究中心進行參觀，並揭露了一些電影的片段。該電影包含了一段實際於超環面儀器偵測器，所在的地底洞穴所拍攝的片段。同時，該劇組人員也與ATHENA實驗的前發言人洛夫·蘭道，進行了一段訪談。該實驗也就是實際在CERN進行反氫原子製造的一個實驗。不過該實驗曾經製造出的所有反物質相當微量，並不如故事中足以當成炸彈使用，只有相當於點亮燈泡數分鐘的能量而已。詳細新聞發佈見CERN佈告欄。

## 外部連結
- 歐洲核子研究中心關於小說中相關虛實的解說
- 丹·布朗官方網站 （页面存档备份，存于）